# Bonaventura Furlanetto
Bonaventura Furlanetto (Venise, 27 mai 1738 – Venise, 6 avril 1817) est un compositeur, maître de chapelle et pédagogue italien. De son vivant, on lui avait attribué également le surnom de Musin.

## Biographie
Il a passé son enfance dans la paroisse de San Nicolò dei Mendicoli, où il s'est formé musicalement presque complètement en autodidacte, sauf quelques leçons de musique reçues de son oncle Nicolas Formenti, qui était organiste amateur, et de Giacopo Bolla, un prêtre. En même temps, il a également étudié la littérature et la philosophie sous la direction de professeurs jésuites. Il a entrepris plus tard une carrière ecclésiastique, mais a refusé le ministère.
Sa première composition date probablement de 1762 (ou au moins la première de celles qui nous sont parvenues): un Laudate Dominum, suivi un an plus tard par une œuvre sacrée La sposa de' sacri cantici, qui a été représentée à l'Oratoire de saint Philippe Neri à Venise en 1767, 1773 et 1784. Il a obtenu un autre succès avec son oratorio Giubilo celeste al giungervi della sant'anima, joué à la basilique dei Santi Giovanni e Paolo, les 16 mai 1765, 1766 et 1767. L'œuvre a enthousiasmé le public pour ses aspects typiques de l'opera buffa. Furlanetto plus tard, en 1767, a écrit la musique pour la chorale Sainte-Marie de la Visitation de la Santa Maria della Salute (mieux connu comme La Pietà), ce qui lui a valu 21 septembre 1768 d'être nommé maître de chapelle, un poste dans cette église qu'il a occupé pendant 50 ans. La même année, il a également donné quelques-unes de ses œuvres pour la cérémonie commémorant la canonisation de Girolamo Miani faite le 20 juillet 1768.
En 1774, Furlanetto a concouru sans succès pour obtenir le poste de vice-maître de chapelle de Saint-Marc, qui a été attribué à Ferdinando Bertoni. Lorsque celui-ci entre 1781 et 1783, a été absent à cause d'un voyage à Londres, Furlanetto a été nommé organiste supplémentaire et l'a remplacé temporairement dans le rôle d'organiste. Le 18 décembre 1794, il a été nommé vice-maître de chapelle provisoire, le 23 décembre 1797 second maître (vice-maître) et enfin en 1808, après la mort de Bertoni, maître de chapelle titulaire à la tête de la Cappella Marciana, un poste qu'il a occupé jusqu'à sa mort.
Dès le début du XIXe siècle, Furlanetto est devenu célèbre dans tout le nord de l'Italie comme l'un des compositeurs les plus importants de musique sacrée à Venise. En 1811, il a été élu de manière anonyme maître du contrepoint parmi 40 amateurs qui avaient été choisis par l'Institut philharmonique de Venise. Pendant cette période, il a peut-être écrit un traité, mais le seul travail théorique qui nous soit parvenu, est Lezioni di contrappunto, daté de 1789.
Il a également été professeur de composition et parmi ses élèves, on trouve Anselmo Marsand et Giovanni Pacini.
Tous les autographes de ses compositions, recueillies par son ami, Antonio Rota, un prêtre de San Vitale, sont conservés au Conservatoire Benedetto Marcello et la Biblioteca Marciana de Venise.

## Œuvres (liste partielle)

### Musique sacrée

#### Oratorios
Tous les oratorios ont été représentés à Venise.
- La sposa de' sacri cantici (1763)
- Protomartire Giovanni Nepomuceno (1765)
- De nativitate virginis genethliacon (1770)
- Moyses in Nilo (1771)
- Felix victori (1773)
- Jaelis victoria (1773)
- Athalia (1773)
- Templi reparatio (1774)
- David in Siceleg (1776)
- Israelis liberatio (1777)
- Reditus exercitus Israelistici postcladem Philistaeorum (1777)
- Mors Adam (1777)
- Nabot (1778)
- Somnium Pharaonis (1779)
- De filio prodigo (1779)
- Dies extrema mundi (1780)
- David Goliath triumphator (1780)
- Jonathas (1781)
- Salomon rex Israel electus (1782)
- Aurea statua a rege Nabucodonosor erecta vel pueri Hebraei in fornace ardentis ignis (1783)
- Prudens Abiga (1784)
- Moyses ad Rubum (1785)
- Absalonis rebellio (1785)
- Sisara (1786)
- Abraham et Isach (1786)
- De solemni Baltassar convivio (1787)
- Judith triumphans (1787)
- De solemni nuptiae in domum Lebani (1788)
- Triumphus Jephte (1789)
- Bethulia liberata (basé sur la Betulia liberata de Pietro Metastasio, 1790)
- Gedeon (1792)
- De filio prodigo (1800)
- Primum fatale homicidium (1800)
- Il trionfo di Iefte (1801)
- Tabia (attribution incertaine)

#### Cantates sacrées
- Melior fiducia vos ergo (pour soprano, contralto et orchestre, 1775)
- Quisnam felicior me? (pour soprano, contralto et orchestre, 1780)
- In coelo resplendent (pour soprano, contralto et orchestre, 1785)
- Alma letitie dies (pour soprano, contralto et orchestre, 1789)
- Cantata duodecima (pour soprano, contralto et orchestre, 1791)
- Nuptie Rachelis (pour soprano, contralto et orchestre, 1795)
- Veritas de terra orta est (pour 5 voix, 1810)
- Sponsia mantis caro (pour 5 chœurs et 5 orchestres)
- Sumo furis regulia venus dies jucundum (pour 2 chœurs et 2 orchestres)
- Fugitava quis ploras anima (pour soprano, contralto et orchestre)
- Vitae calamitates (pour soprano, contralto et orchestre, peut-être révision du précédent)